# 敬羅家塾

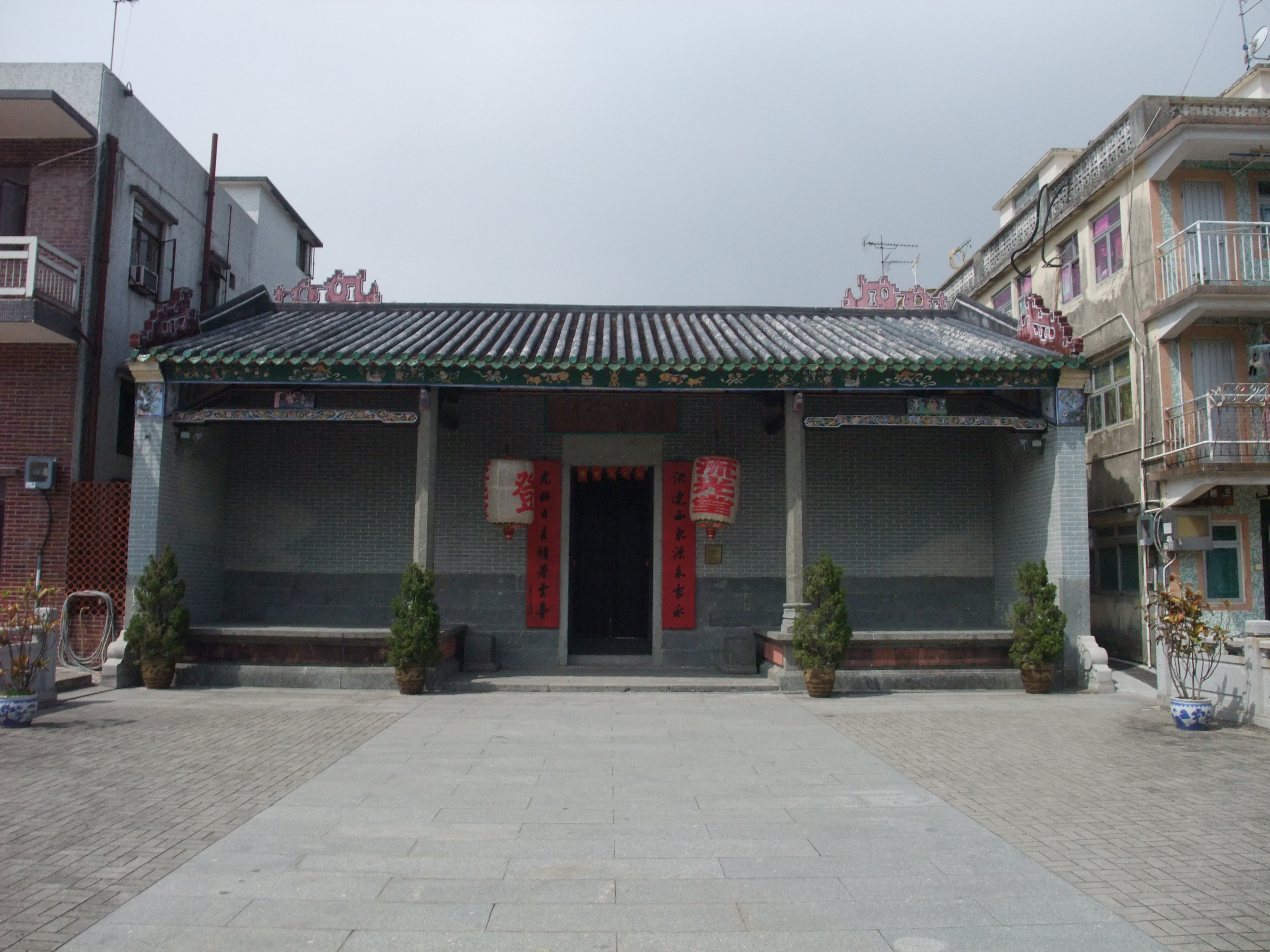
香港法定古蹟敬羅家塾

敬羅家塾位於香港新界大埔大埔頭村，是該村鄧族的祠堂及家塾。於1998年7月21日被列為法定古蹟。

## 歷史
敬羅家塾位於大埔大埔頭村，該村鄧氏族人原居於元朗錦田，於十三世紀時分支遷居至大埔，建立了水圍（名老圍）。二十世紀初，由於興建九廣鐵路，水圍從中被分開為水圍及大埔頭兩條村。近年日益發展，大埔頭村民已將原村屋改建或加建丁屋，成為多層樓宇。
敬羅家塾相傳於明朝時由鄧氏第十三代族人玄雲、梅溪及念峰為紀念第十代先祖敬羅公而建造，敬羅公被尊稱為大埔頭鄧族流光堂開山祖。敬羅家塾原用作族人家塾之用，以傳統卜卜齋方式教學，一度有多達40名子弟就讀。除用作書室外，亦是族人聚會及慶節活動舉行的地方。敬羅家塾曾改作「啟智學校」的校舍，於1953年遷出後再恢復作祠堂之用。

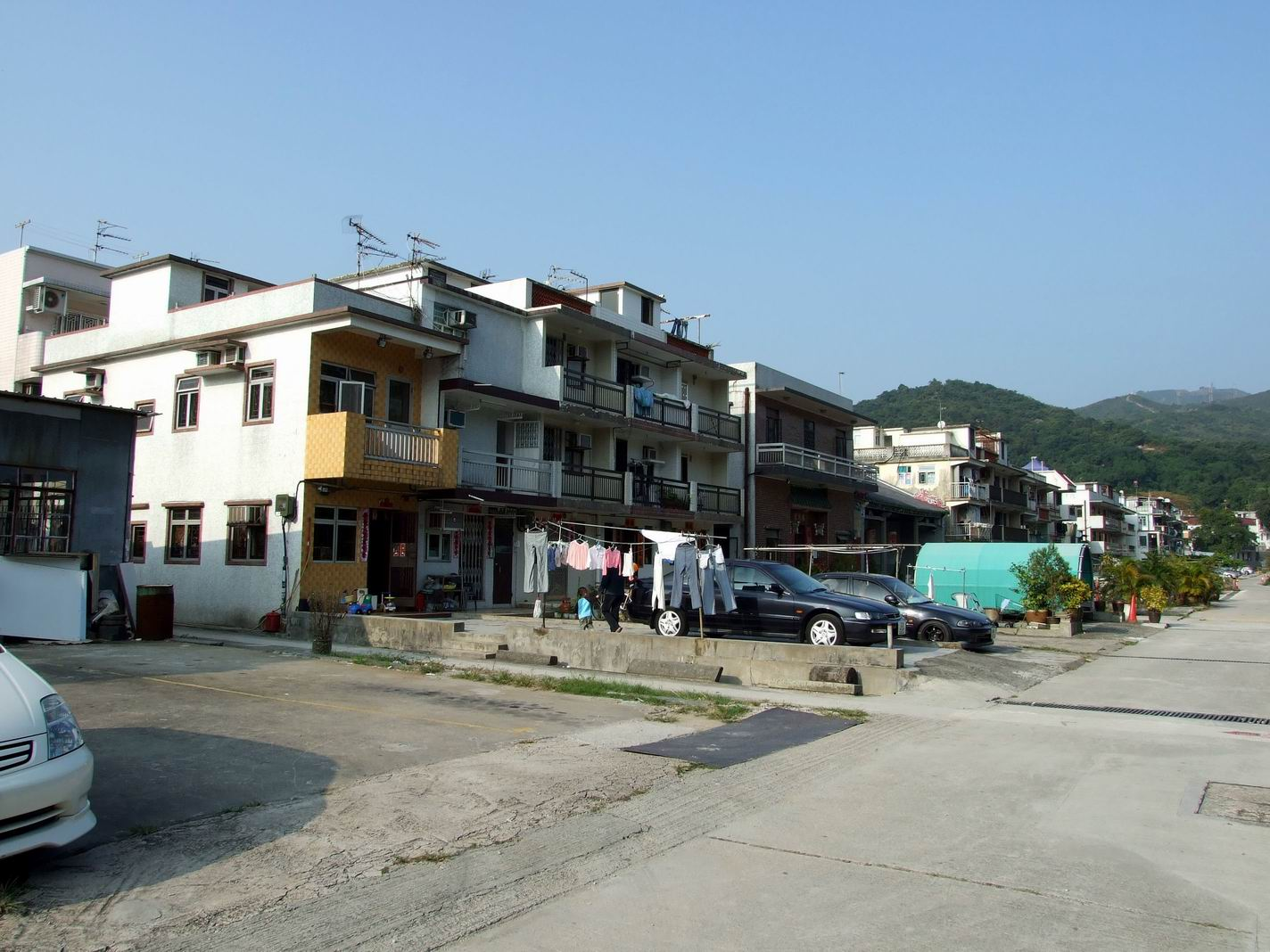
大埔頭村近貌
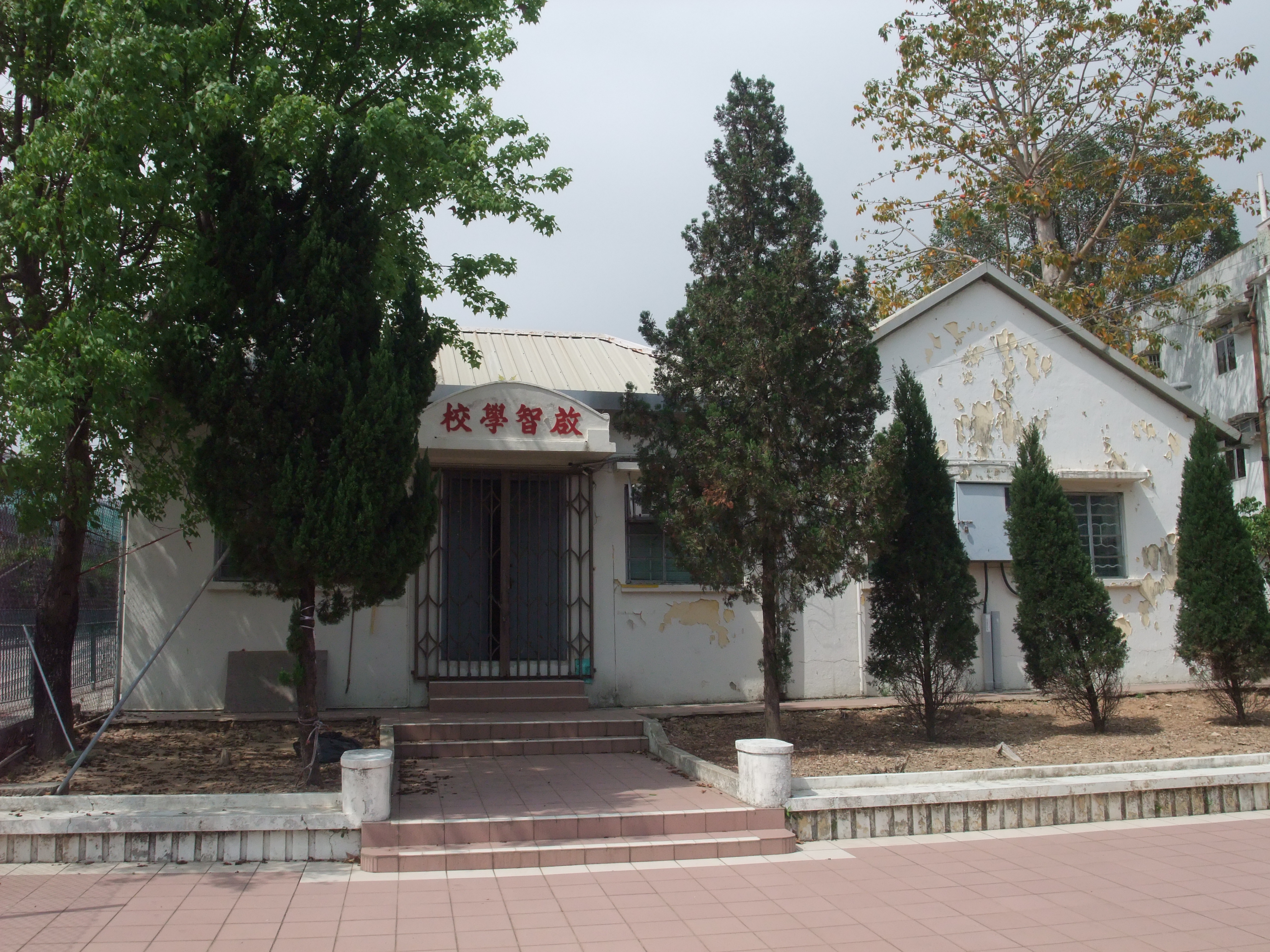
在村前方的啟智學校

## 結構
敬羅家塾為傳統的三進兩院式建築，在門前左右各建有一個鼓台，鼓台上各有兩支花崗岩支柱用以承托屋頂。正門石額「敬羅家塾」四字乃著名金石家鄧爾雅（1884-1954年）的手筆。屋頂正脊及牆頭飾有幾何圖案，而屋內的檐口板就以花草圖案為題的精美灰塑點綴。敬羅家塾中進正廳有一座雕刻精緻的神龕，是於1932年從廣州訂製，神龕分六層安放供奉由元亮公至敬羅公各祖先靈位，正廳「流光堂」三字則出自革命家胡漢民手筆。正廳原為課室，其左邊閣樓曾用作老師及未婚子弟宿舍。

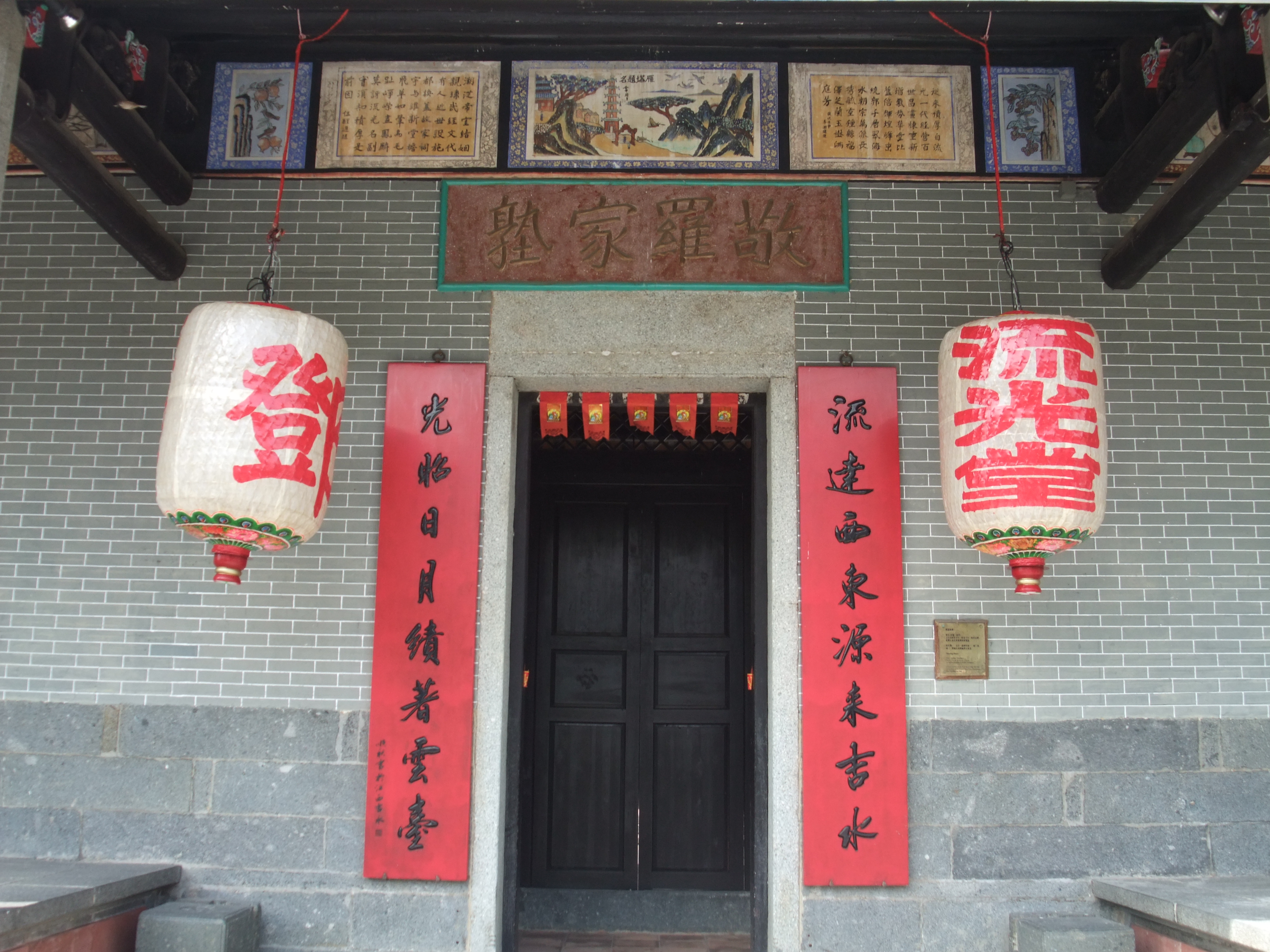
敬羅家塾正門
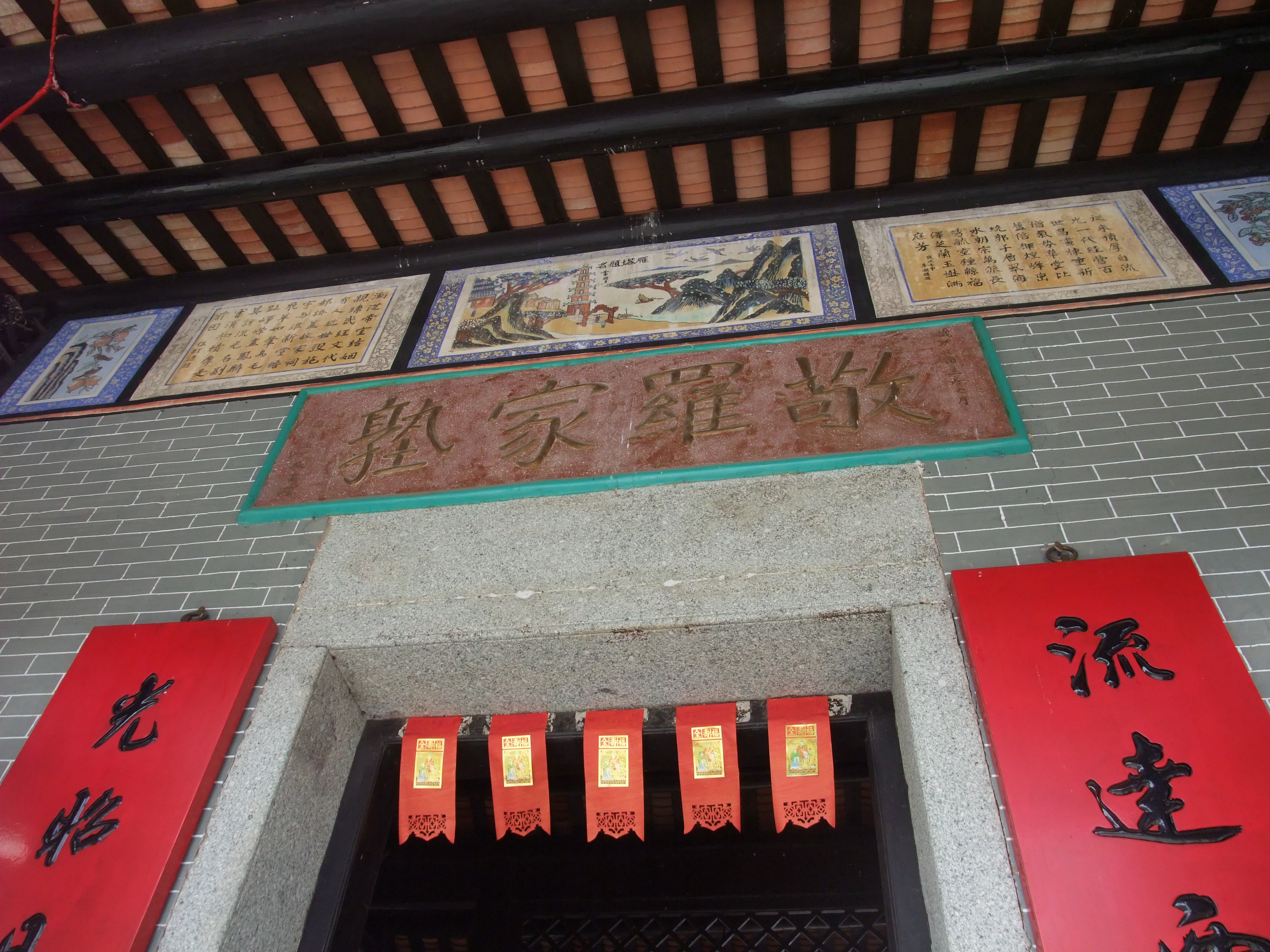
「敬羅家塾」石額
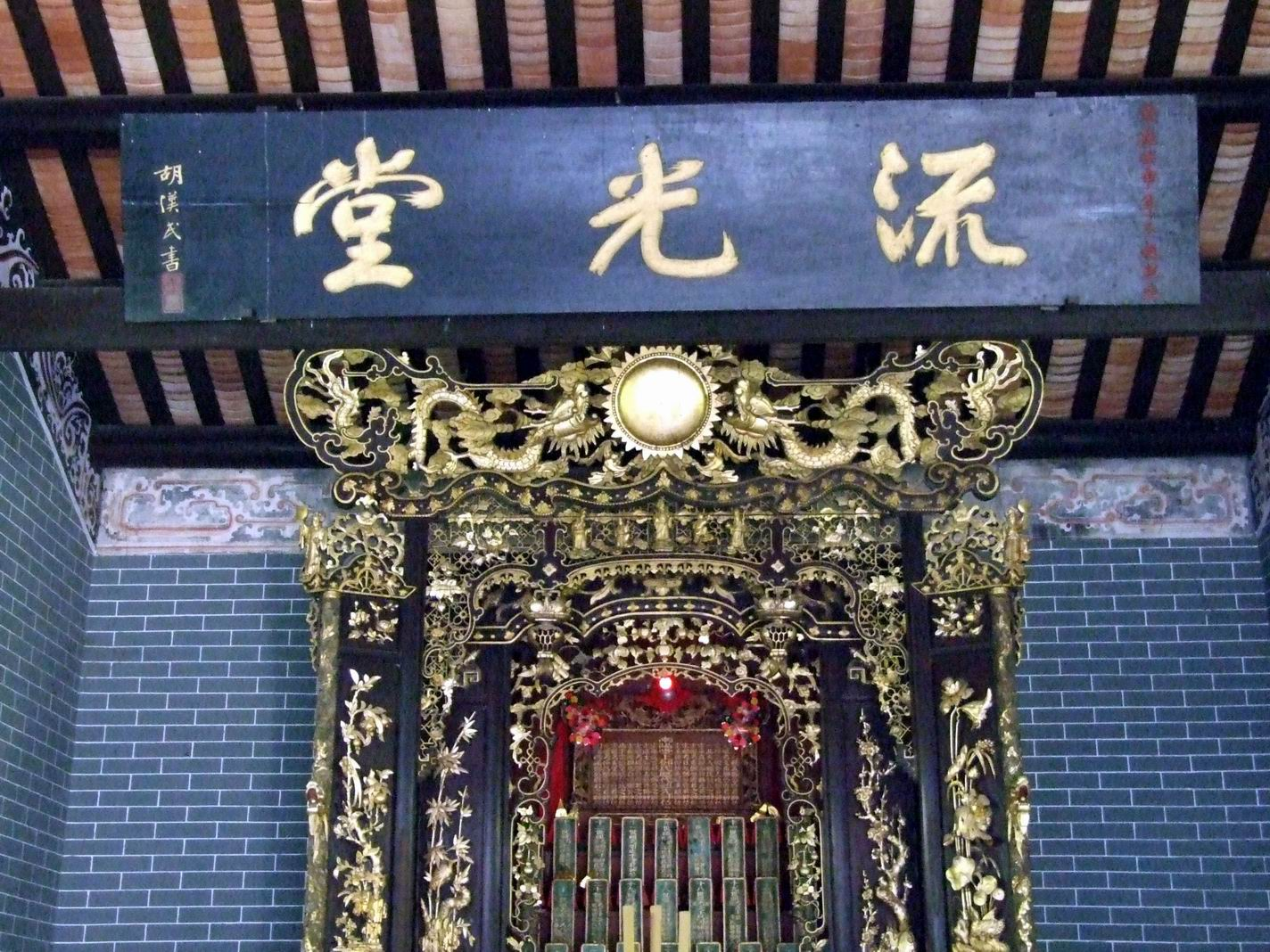
「流光堂」正廳神龕

## 獎項

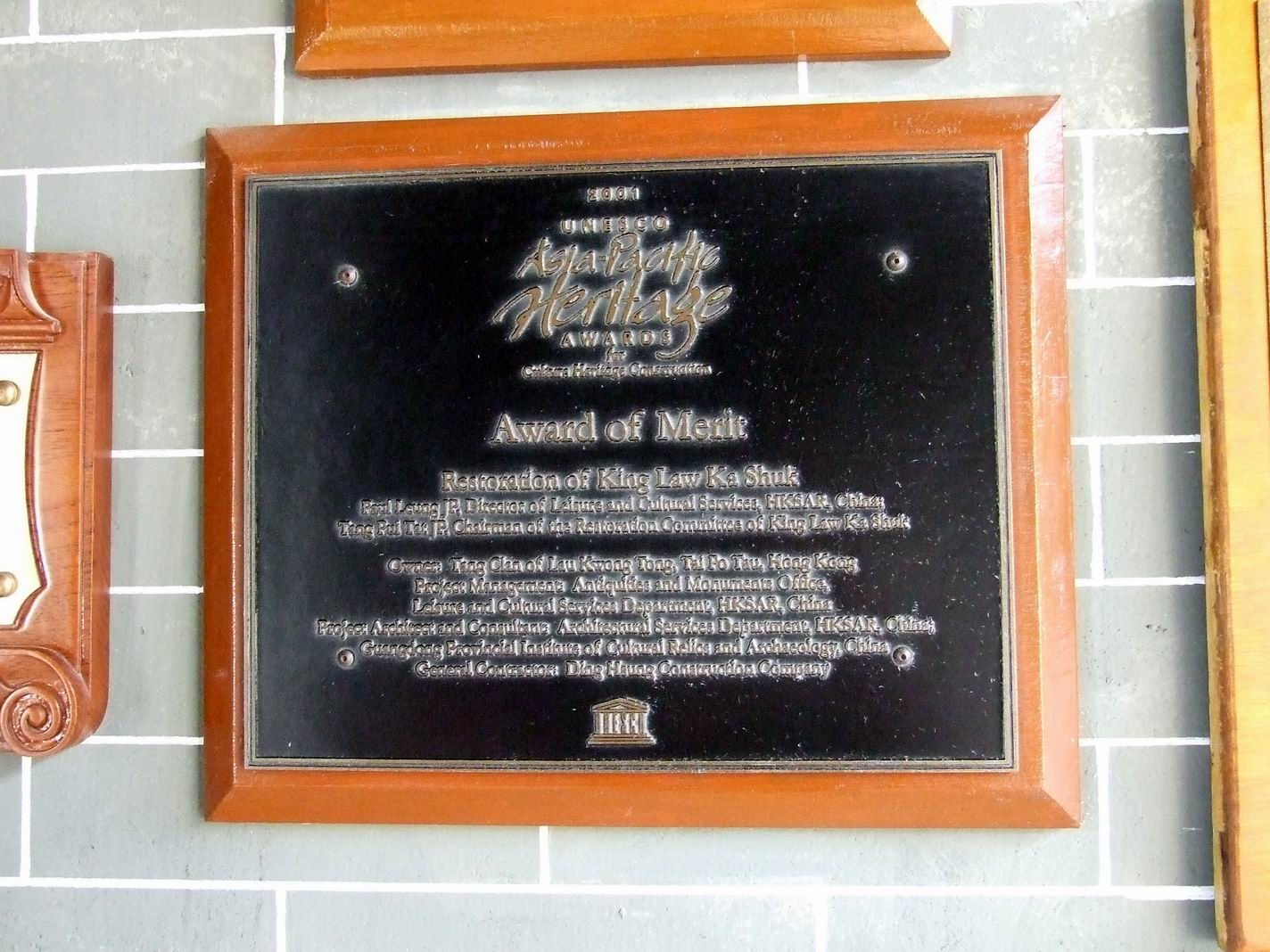
古蹟保護獎傑出項目獎

2001年敬羅家塾的重修項目因能顯示優秀復修技術，復修後亦能使歷史建築重現其社會功能，獲聯合國教科文組織亞太區文物古蹟保護獎優異項目獎（Award of Merit of UNESCO Asia-Pacific Heritage Awards for Culture Heritage Conservation）。敬羅家塾的重修工程亦榮獲由古物諮詢委員會及辦事處所舉辦的香港文物獎（2001年）優異獎。

## 交通
港鐵
- █  東鐵綫：太和站